# Lola of Skagen
Pour les articles homonymes, voir Skagen (homonymie).
Le Lola of Skagen est  un voilier de haute-mer, avec un gréement de cotre aurique.

## Histoire
C'est initialement un cotre de pêche à la voile, dessiné et construit en chêne en 1919 sur le chantier danois Nipper Brdr au port de Skagen. C'est un harenguier pêchant à la senne et gardant sa cargaison en vivier à eau de mer.

Dans les années 1970 il est regréé en cotre aurique pour aborder une nouvelle carrière de charter aux Pays-Bas sous le nom de Lola.

Racheté en 1994, il subit une seconde restauration et poursuit ses activités en Atlantique sous le nom de Lola of Skagen. En 2006, le carré est reconstruit pour accueillir 12 passagers autour de la grande table ; lors de croisières sur plusieurs jours Lola peut héberger jusqu'à 10 personnes entre les deux grandes cabines et le carré.
En 2009, un nouveau gréement de cotre à mât de flèche est dessiné et réalisé, dont les calculs de résistance sont effectués par François Vivier.
En 2011, Lola of Skagen est entièrement rebordée (pont et coque), sa quille et son étrave remplacées et sa structure entièrement refixée. C'est ce que l'on appelle un « grand carénage » qui lui confère la solidité d'un bateau neuf. Ces travaux sont réalisés au Chantier du Bois Marin sur l'île d'Oléron.
Il est basé à Saint-Denis-d'Oléron. Il a navigué sous pavillon britannique jusqu'en 2019 et, en prévision de la sortie du Royaume-Uni de l'Union Européenne, il navigue depuis sous pavillon français. Ce vieux gréement propose des croisières à la voile traditionnelle.
Il a participé aux Les Tonnerres de Brest 2012 et Temps fête Douarnenez 2018.